# پسی زن برزنجیر
پسی زن برزنجیر یک ستاره است که در صورت فلکی آندرومدا قرار دارد.